# Александровская ГЭС
Александровская ГЭС (укр. Олександрівська ГЕС) — гидроэлектростанция, расположенная близ г. Южноукраинск в пос. Александровка (Николаевская область, Украина), на реке Южный Буг. Строительство электростанции началось в 1984 году и было завершено в марте 1999 года.

## Общие сведения
Суммарная мощность двух агрегатов станции — 11,5 МВт. В 2017 году произведена перемаркировка гидроагрегатов ГЭС со снижением мощности станции до 9,8 МВт.
На 1 декабря 2010 года ГЭС выработала 300 млн КВт·часов.На начало апреля 2011 года АлександровГЭС выработала 320 миллионов 805 тысяч КВт·час электроэнергии. На 5 апреля 2013 года станция выработала 400 млн КВт·час электроэнергии. 3 июня 2015 года в 3часа 36 минут Александровская ГЭС, входящая в состав каскада ГЭС-ГАЭС Южно-Украинского энергокомплекса, выработала 500 миллионов киловатт·часов электроэнергии с начала эксплуатации.. На 31.12. 2016 станция выработала 538 млн 327 тыс. КВт. часов.
Александровская ГЭС выработала электроэнергии: 2015 год — 26,4 млн КВт·ч.; 2016 год — 32,5 млн КВт·ч; 2017 — 28,1 млн КВт·ч, 2018 — 30,4 млн КВт·ч, 2019 — 31,1 млн КВт·ч, 2020 — 18,57 млн КВт·ч, 2021 — 31,5 млн КВт·ч
Александровская ГЭС входит в состав Южно-Украинского энергетического комплекса. Является правопреемницей Вознесенской гидроэлектростанции на Южном Буге — первой украинской гидроэлектростанции, построенной по плану ГОЭЛРО и открытой 8 мая 1927 года.
Александровская ГЭС возведена рядом со станцией-ветераном (которая была разрушена в 1944 году при отступлении немецких войск, восстановлена в 1956 году и выработала свой ресурс).
Плотина станции образует Александровское водохранилище, являющееся, в свою очередь, нижним водохранилищем для Ташлыкской ГАЭС. Главная задача электростанции — поддержание уровня воды для Ташлыкской гидроаккумулирующей станции.
По гребню плотины проложено полотно автомобильной дороги.
Также Александровский гидроузел имеет важное значение для защиты населённых пунктов, расположенных ниже по течению реки Южный Буг, от весенних паводков.